# Chrześcijańska eschatologia sakramentu małżeństwa

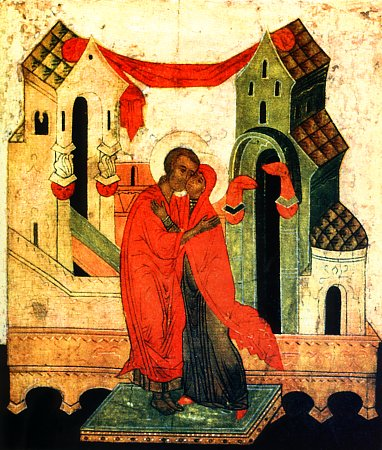
"Piękną parę tworzy dwoje wierzących ożywionych tą samą nadzieją, tym samym ideałem. Łączy ich ten sam sposób życia i postawa służby. Oboje są braćmi i sługami tego samego Pana. Są zjednoczeni w ciele i w duchu. Razem się modlą, razem klękają i razem poszczą. Jedno uczy się od drugiego. Upominają się nawzajem i wspierają" (Tertulian).

Chrześcijańska refleksja  eschatologiczna na temat małżeństwa sakramentalnego czerpie swe biblijne inspiracje przede wszystkim z rozmowy Jezusa Chrystusa z saduceuszami opisanej w ewangeliach synoptycznych:

Jezus im odpowiedział: Dzieci tego świata żenią się i za mąż wychodzą. Lecz ci, którzy uznani zostaną za godnych udziału w świecie przyszłym i w powstaniu z martwych, ani się żenić nie będą, ani za mąż wychodzić. Już bowiem umrzeć nie mogą, gdyż są równi aniołom i są dziećmi Bożymi, będąc uczestnikami zmartwychwstania (Łk 20, 34-36).

Innym kluczowym tekstem biblijnym, tak dla prawosławia jak i dla katolicyzmu, jest piąty rozdział Listu do Efezjan [Ef 5, 25.32] oraz Hymn o Miłości św. Pawła Apostoła ("Miłość nigdy się nie kończy" [1Kor 13, 8]). Literatura egzegetyczna często wysuwa wniosek, iż skoro miłość małżeńska przyrównana zostaje do związku Chrystusa z Kościołem, to cechuje ją tak samo wieczyste trwanie, opisane w Rz 8, 38-39. W tradycji katolickiej ważnym źródłem jest również refleksja nad życiem Świętej Rodziny.
Pisma Nowego Testamentu mówią, iż samo małżeństwo jest rzeczywistością jedynie życia doczesnego, bowiem w zmartwychwstaniu ustanie potrzeba mnożenia się poprzez jedność w ciele kobiety i mężczyzny, związana z perspektywą śmierci i ciągłością pokoleń. Jednocześnie w chrześcijaństwie miłość pojmowana jest jako wieczna, a więc powołana do trwania i świętości. W nadziei tej uczestniczy również miłość małżeńska, która – jak głosi wiara Kościoła – w życiu wiecznym osiągnie swoją pełnię. Dogmaty wiary katolickiej i prawosławnej na temat sakramentu małżeństwa głoszą iż w upodobnieniu się człowieka do aniołów ostatecznie spełni się to, co stanowiło duchowy pierwiastek płciowego zjednoczenia mężczyzny i kobiety.

## W Kościele wschodnim i zachodnim

### Zachód
Eschatologiczny wymiar małżeństwa chrześcijańskiego stał w epoce nowożytnej, naznaczonej odrodzeniowym humanizmem, w Kościele katolickim oraz w wyznaniach protestanckich na dalszym planie w stosunku do chociażby etyki małżeńskiej czy duchowego przygotowania do życia w rodzinie. Powrót do historiozbawczej perspektywy, w tym także do eschatologii małżeństwa przyniosło nauczanie papieża Jana Pawła II. W adhortacji Familiaris consortio, w Liście do rodzin, a także w ramach środowych katechez "Mężczyzną i niewiastą stworzył ich", skierował on na nowo katolicki punkt widzenia ku eschatologicznemu wymiarowi małżeństwa. Jan Paweł II beatyfikował także małżeństwo Luigiego i Marii Beltrame Quattrocchich, którzy przez ostatnie 30 lat swego życia małżeńskiego podjęli wstrzemięźliwość seksualną.
W zachodniej tradycji chrześcijańskiej podkreśla się zazwyczaj to, iż małżeństwo jako sakrament jest rzeczywistością właściwą życiu doczesnemu oraz to, że po jego zakończeniu, w królestwie Bożym "będą żyć jak aniołowie w niebie" [Łk 20, 34], ich ciało zmartwychwstałe nabierze dziewiczego charakteru i ustanie potrzeba prokreacji. Pomimo iż sama forma małżeństwa ma znaczenie czasowe, to jego istota oparta na wzajemnej miłości posiada swoją podstawę w życiu wiecznym. Jako sakrament jest ziemskim uzewnętrznieniem tego, co duchowe i wieczne między kobietą a mężczyzną, bowiem w perspektywie wiecznego bytowania osoby stanowi jedynie doczesną drogę zjednoczenia z drugą osobą przez miłość. Wiara w zmartwychwstanie i związane z nią przebóstwienie człowieka na podobieństwo aniołów wskazuje jednak na fakt, iż samo to miłosne zjednoczenie osób nie tylko nie przeminie, ale objawi się w życiu wiecznym jako duchowe. Stąd Ojcowie pierwszych wieków Kościoła kładli nacisk na to, aby oprócz sfery płciowej w małżeństwie realizowała się także o wiele pełniejsza jedność co do ducha, która sprawia, że małżonkowie "kochają się tak jak siebie samych i są zjednoczoni przez całą wieczność ze sobą i z Chrystusem".
Wedle teologii katolickiej cielesna jedność męża i żony, chociaż związana z doczesnością, posiada znaczenie jako jedna z dróg budowania chrześcijańskiej miłości, ponieważ "intymność małżonków staje się znakiem i rękojmią komunii duchowej" (KKK 2360). Zgodnie z wiarą w sakramentalny wymiar ciała ludzkiego w doczesności, w jedności kobiety i mężczyzny objawia się "komunia osób", która – choć przeminie w swojej ziemskiej postaci – przemieniona na sposób duchowy i dziewiczy osiągnie swoją pełnię w zmartwychwstaniu. Jezus wskazuje, iż będzie to przemiana radykalna, ale w żaden sposób nie oderwana od doświadczenia doczesności. W stanie anielskim miłość małżeńska osiągnie swoją pełnię, zaś dziewicza postać ciała będzie tego uwieńczeniem.

Tak więc człowiek w swej pierwotnej sytuacji jest sam, a równocześnie staje się mężczyzną i kobietą: jednością dwojga. W swej samotności "objawia się" sobie osoba, ażeby równocześnie w jedności dwojga objawić w sobie komunię osób. (...) Będzie to doświadczenie całkowicie nowe, a równocześnie nie będzie ono żadną miarą wyobcowane z tego, co było udziałem człowieka “od początku", a także od tego, co w wymiarze historycznym jego bytowania stanowiło w nim źródło napięcia pomiędzy duchem a ciałem, najczęściej właśnie w związku z prokreacyjnym znaczeniem ciała i płci.

Od czasów Augustyna z Hippony, ortodoksyjna nauka chrześcijańska ową przyszłą "komunię osób" kojarzy z pełnią życia w Trójcy Świętej, a więc realizacją Boskiego "My" w miłosnym zjednoczeniu "my" osób zbawionych. W Kościele prawosławnym sakrament małżeństwa zawiera się na wieczność, ponieważ jego materią jest nie tyle jedność co do ciała, co jedność na poziomie duchowym; współżycie i spłodzenie potomstwa stanowi cel drugorzędny w stosunku do wiecznej wspólnoty dwojga ludzi. Jedność małżonków objawi się inaczej niż w doczesności, będzie to jednak zjednoczenie w pełni miłości.
Między wschodnim a zachodnim punktem widzenia małżeństwa w perspektywie celu ostatecznego wydaje się istnieć zasadnicza różnica doktrynalna. Jan Paweł II stwierdza, iż „małżeństwo nie stanowi o eschatologicznej przyszłości człowieka”.
- Katechizm Kościoła Katolickiego definiuje sakrament małżeństwa jako „przymierze małżeńskie, przez które mężczyzna i kobieta tworzą ze sobą wspólnotę całego życia, skierowaną ze swej natury na dobro małżonków oraz do zrodzenia i wychowania potomstwa”[12]. Fragment przysięgi brzmi: „Póki śmierć ich nie rozłączy”. Z kolei „sens małżeństwa według pojęcia teologii prawosławnej, zawarty jest w przemienieniu naturalnych ludzkich ułomności, które istnieją pomiędzy mężem i żoną, w wieczny związek miłości, którego nie może rozwiązać nawet śmierć”[13][14]. Fragment przysięgi brzmi: "póki śmierć i przejście do wieczności nie zjednoczą nas na wieki"[15].
- W Kościele zachodnim istnieją trzy cele, dla których zawiera się małżeństwo; są nimi kolejno: ukonstytuowanie życia płciowego według norm chrześcijańskich, zrodzenie potomstwa oraz założenie rodziny[16]. Nieco inaczej jest w Kościele wschodnim. „Małżeństwo chrześcijańskie prawosławne widzi swój ostateczny sens nie w (…) społecznej stabilności, w rodzeniu potomstwa, lecz w ostatnim misterium”[13].
- W Kościele zachodnim miłość małżeńska definiowana jest jako miłość seksualna, uświęcona drogą sakramentu i pobłogosławiona przez Boga, niosąc za sobą określone posłannictwo względem Kościoła[17].

### Wschód
W nauczaniu Cerkwi prawosławnych podkreśla się zazwyczaj, iż „małżeństwo posiada aspekt eschatologiczny”. Różnica ta ma swoją podstawę w odmiennych definicjach samej istoty sakramentu, która "ma swoje źródło nie tyle w subtelnościach teologicznych, ile w konflikcie dwóch (...) odmiennych mentalności". Niektórzy prawosławni teologowie stwierdzają, iż podstawą takiego rozróżnienia jest odmienna antropologia katolicyzmu, prawosławia i protestantyzmu; w katolicyzmie przeważył duch tomistyczny zwracający szczególną uwagę na naturalistyczne ujęcie człowieka jako istoty naturalnej, i dopiero od tego punktu rozważający duchowość ludzką w ekonomii Bożej łaski; protestantyzm uznaje całkowitą degradację człowieka, uzależniając go od łaski; prawosławie natomiast na odwrót: wychodzi od duchowych podstaw człowieka, w łasce dopatrując się uzdrowienia wewnątrz ducha, nadto na teologię prawosławną najsilniej oddziałała właśnie eschatologia.
Kościół wschodni mając na uwadze ten aspekt, akcentuje jednocześnie małżeńskie zjednoczenie duchowe ponad cielesnym, spełniane drogą wspólnej modlitwy i miłości (agape).

## Znaczenie ikony Świętej Rodziny
Rodzinna wspólnota Jezusa Chrystusa, Najświętszej Marii Panny i świętego Józefa już tu, na ziemi zanurzona była w wieczności, zgodnie bowiem z nauką Jana Pawła II, żyjąc w bezżennej czystości, jednocześnie uosabiała ona doskonałą "komunię osób", która ma stać się rzeczywistością człowieka zmartwychwstałego. Związek Maryi i Józefa był jednocześnie małżeństwem i bezżeństwem dla Królestwa Bożego; poprzez życie w czystości i wypełnianie woli Bożej oboje antycypowali stan przyszłego człowieka, który z racji odrodzenia w ciele duchowym "nie będzie się żenił, ani za mąż wychodził", lecz żył będzie w rodzinnej wspólnocie już nie wedle ciała i krwi, ale Ducha Świętego. Tradycja katolicka podkreśla, iż związek Józefa i Maryi był w pełni małżeństwem. Potwierdza to fakt, iż oboje połączeni zostali przez anioła, w chwili gdy Józef zamierzał oddalić się od Maryi. Ten sam głos z nieba potwierdził, iż Maryja jest żoną Józefa:

Mąż Jej, Józef, który był człowiekiem sprawiedliwym i nie chciał narazić Jej na zniesławienie, zamierzał oddalić Ją potajemnie. Gdy powziął tę myśl, oto anioł Pański ukazał mu się we śnie i rzekł: «Józefie, synu Dawida, nie bój się wziąć do siebie Maryi, twej Małżonki; albowiem z Ducha Świętego jest to, co się w Niej poczęło (...). Zbudziwszy się ze snu, Józef uczynił tak, jak mu polecił anioł Pański: wziął swoją Małżonkę do siebie. (Mt 1, 20-25)

Święta Rodzina jest rodziną na wieki, a zarazem stanowi wzór dla ziemskich rodzin w dążeniu do ostatecznego spełnienia "wspólnoty życia i miłości" w Królestwie Bożym.

## Małżeństwo jako eschatologiczne życie w Trójcy Świętej
Zgodnie z orędziem Chrystusa "miłość jest boską siłą wszelkiego życia", dlatego też Jan Paweł II podkreśla, iż życie wieczne objawi się jako "doskonale osobowe i komunijne zarazem", ponieważ egzystowanie w Trójcy Świętej oznacza, że człowiek został stworzony na obraz i podobieństwo Boga nie tylko jako osoba, ale także jako wspólnota osób. Przedsmakiem przyszłej komunii zbawionych jest w doczesności miłość osobowa, która "w przyjacielu rozpoznaje swoje drugie ja", w niej samej zaś "odczuwamy jedność w różnorodności". Wspólnota duchowa, jednoczenie w tożsamości i miłości serca, która powinna krystalizować się w małżeństwie obok życia płciowego, jest wejściem w emanację trynitarną. Zdaniem św. Augustyna w jedności kochających się osób leży fundament stworzenia, które naśladuje boską jedność. Także Jezus Chrystus miał w swojej ludzkiej naturze osobowe miłości [J 11, 38; J 17, 5; J 13, 23].

Osoba, w istocie rzeczy, zakłada innego i inne, ale nie "nie ja", co jest granicą negatywną, a inną osobę. Osoba jest niemożliwa bez miłości i ofiary, bez wyjścia ku drugiemu, przyjacielowi, ukochanemu. Osoba zamknięta w sobie ulega zniszczeniu. Osoba nie jest absolutna. Bóg jako Absolutne nie jest osobą. Bóg jako osoba zakłada swojego innego, inną osobę, Bóg jest miłością i ofiarą. Osoba Ojca zakłada Osobę Syna i Osobę Ducha Świętego. Hipostazy Trójcy Świętej dlatego są osobami, że zakładają jedna drugą, wzajemną miłość i wyjście ku drugiemu.

## W ewangeliach synoptycznych
Słowa Jezusa Chrystusa na temat przyszłości małżeństwa przy zmartwychwstaniu padają we wszystkich trzech ewangeliach synoptycznych (Mt 22, 23-33; Mk 12, 18-27; Łk 20, 27-40).

Wówczas podeszło do Niego kilku saduceuszów, którzy twierdzą, że nie ma zmartwychwstania, i zagadnęli Go w ten sposób: «Nauczycielu, Mojżesz tak nam przepisał: Jeśli umrze czyjś brat, który miał żonę, a był bezdzietny, niech jego brat weźmie wdowę i niech wzbudzi potomstwo swemu bratu. Otóż było siedmiu braci. Pierwszy wziął żonę i umarł bezdzietnie. Wziął ją drugi, a potem trzeci, i tak wszyscy pomarli, nie zostawiwszy dzieci. W końcu umarła ta kobieta. Przy zmartwychwstaniu więc którego z nich będzie żoną? Wszyscy siedmiu bowiem mieli ją za żonę». Jezus im odpowiedział: «Dzieci tego świata żenią się i za mąż wychodzą. Lecz ci, którzy uznani zostaną za godnych udziału w świecie przyszłym i w powstaniu z martwych, ani się żenić nie będą, ani za mąż wychodzić. Już bowiem umrzeć nie mogą, gdyż są równi aniołom i są dziećmi Bożymi, będąc uczestnikami zmartwychwstania.

W przedstawionej rozmowie Jezusa z saduceuszami użyte zostało greckie słowo λαμβάυω (γαμοῦσιν), występujące także w wariancie-ekwiwalencie γαμέω, które jest odpowiednikiem hebrajskiego zwrotu: "brać kobietę". Λαμβάυω posiada silne konotacje seksualne, stając się w zarzucie synonimem posiadania kobiety w celu spłodzenia potomstwa, w przeciwieństwie do słowa άρμόξω oznaczającego zaślubiny w czystości, wprowadzanego przez św. Pawła we fragmentach na temat zaślubin Chrystusa z Kościołem. Wypowiedź Jezusa składa się ponadto z dwóch części: negatywnej ("ani się żenić, ani za mąż dawać będą") oraz pozytywnej ("będą równi Aniołom"). Pierwsza część stanowi zaprzeczenie trwania płciowych relacji małżeńskich w zmartwychwstaniu, druga zaś – odwołuje się do życia aniołów, a zatem wskazuje "na wzajemną miłość aniołów, jednoczącą ich w sobór".

### Metodologia teologicznej refleksji nad zmartwychwstaniem ciał
Rzeczywistość przyszłego życia należy do depozytu tajemnic wiary chrześcijańskiej. "Jedna z podstawowych zasad hermeneutycznych teologii negatywnej bądź apofatycznej mówi o ludzkiej niewiedzy w obliczu tajemnic wiary". Rozważania nad eschatologiczną przyszłością ludzkiego stanu bytu w ogóle napotykają na metodologiczne trudności, uzasadnione w samym tekście Biblii [1 Kor 2, 9]. Zasadnicza treść objawienia opisanego w Ewangelii pozwala jednak nie tylko na wydobycie pewnych fundamentalnych treści odnośnie do istoty przyszłego królestwa, ale także na konkretne intuicje rzutujące na refleksję antropologiczną człowieka w doczesności i wieczności. Dla rozważań nad przyszłością małżeństwa ważne okazują się zestawienia perykop: "przemija postać tego świata" [1 Kor 7, 31], lecz "miłość nigdy się nie kończy" [1 Kor 13, 8]. Chociaż wiara chrześcijańska mówi o tym, iż jedność kochających się osób oczekuje swojej pełni w przyszłym wieku [J 17, 21], to sama ta perspektywa leży poza wszelkim ludzkim wyobrażeniem.

Nie jesteśmy w stanie przedstawić sobie spełnionego stworzenia. Trzeba wyrzec się wszelkiej próby wyobrażenia sobie przyszłego życia: "Przy zmartwychwstaniu bowiem nie będą się żenić, ani za mąż wychodzić, lecz będą jak aniołowie Boży w niebie" (Mt 22, 30). Słowa Chrystusa są ostrzeżeniem przed tego rodzaju grą wyobraźni. Nie możemy wyobrazić sobie przemienionego ciała ludzkiego, nie popadając w różne sprzeczności.

### Egzegeza zachodnia Łk 20, 34-36

#### W myśli zachodnich Ojców Kościoła

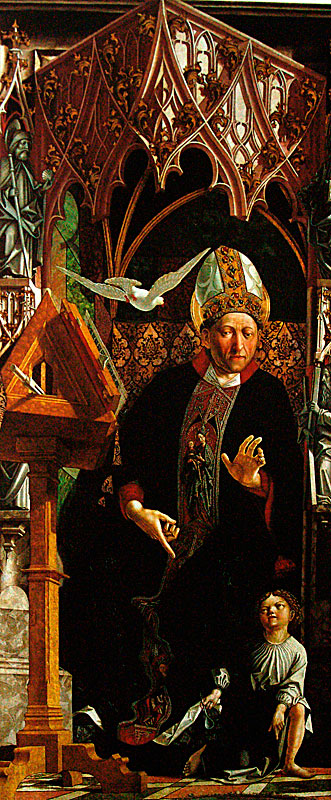
św. Augustyn
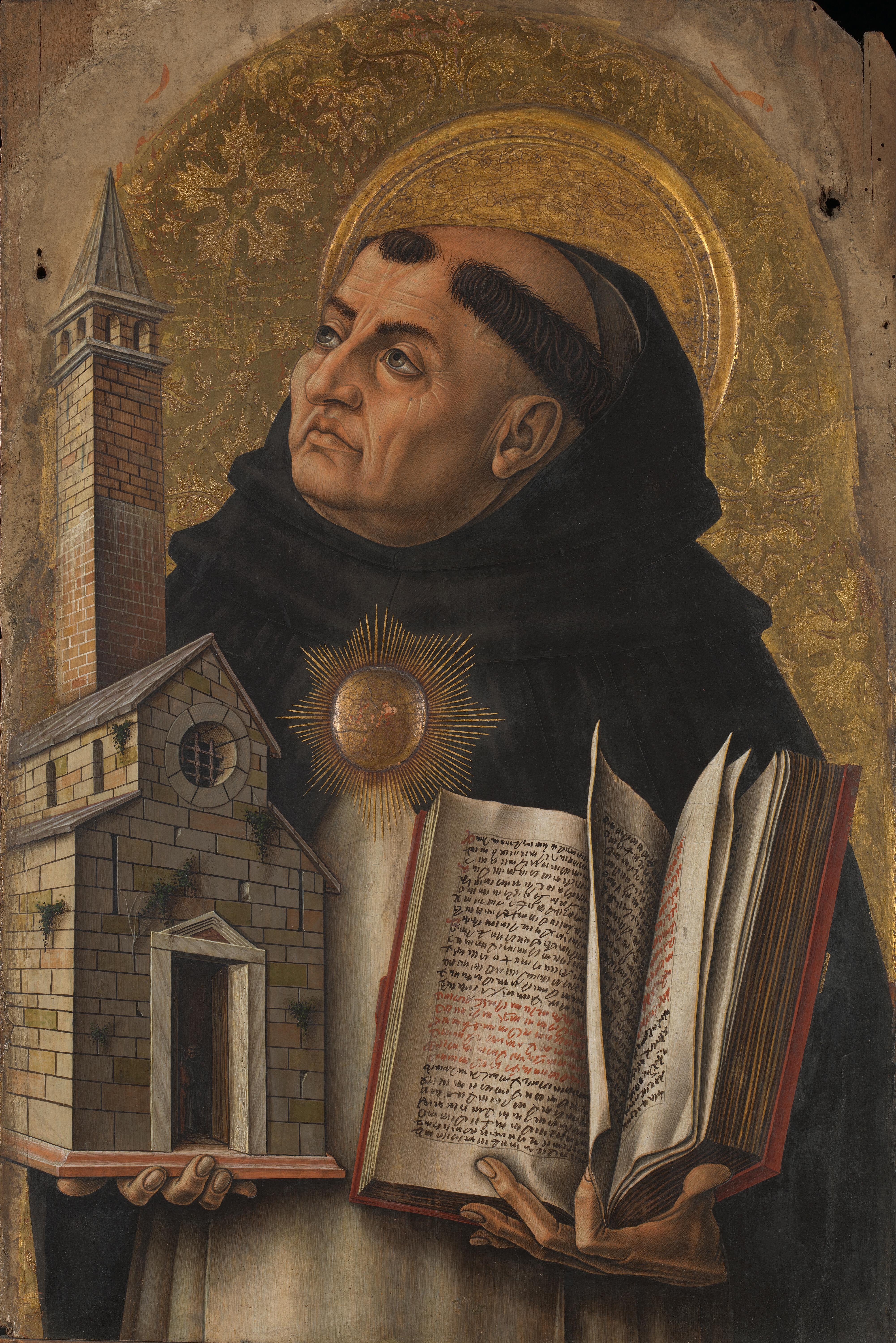
św. Tomasz z Akwinu
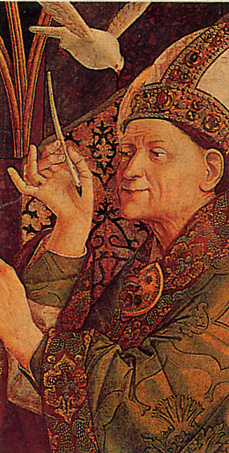
św. Ambroży z Mediolanu
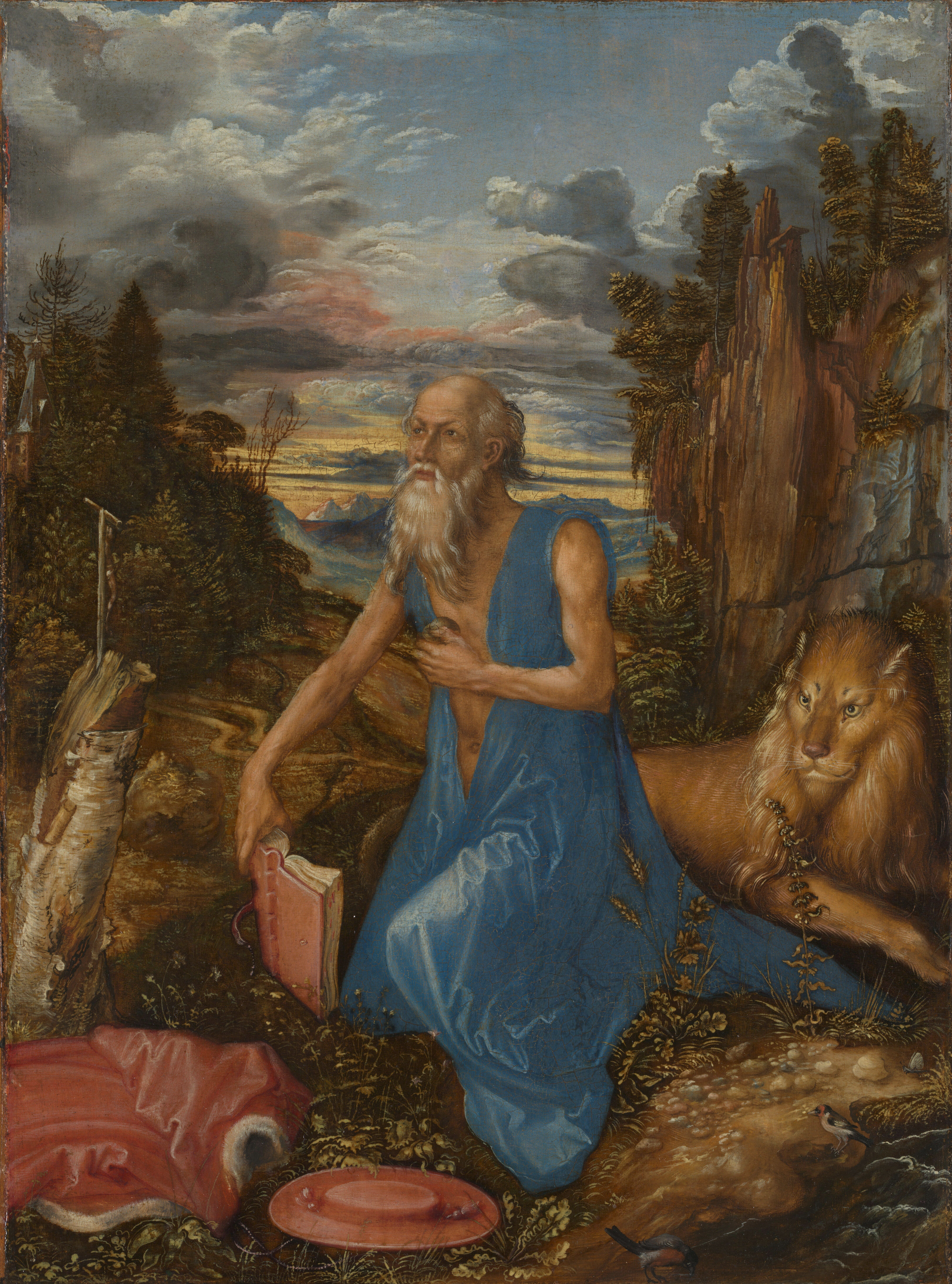
św. Hieronim ze Strydonu

Tertulian pisał do swojej żony: "Po zmartwychwstaniu w stanie anielskiej świętości, zbawieni nie będą mieć już żadnych trosk, które pochodzą z tęsknoty za ciałem". Św. Hieronim ze Strydonu objaśniał, iż sens zacytowanej perykopy odnosi się do ustania seksualnego kontaktu kobiet i mężczyzn w wieczności, przy jednoczesnym przemienieniu ich relacji na sposób duchowy. Sens słów Jezusa streszcza się więc w stwierdzeniu: "Pan zapowiada duchowy sposób bytowania człowieka" oraz "obiecane nam zostało zjednoczenie duchowe". Św. Paulin z Noli napisał modlitwę do chrześcijańskich małżonków: "Niech te dusze, które są jednym sercem i jedną duszą połączą się w czystej miłości; on – dziewiczy, syn Boga; ona – dziewica, córka Boga" (Concordes animae casto sociantur amore; Virgo puer Christi, virgo puella Dei). W dalszych partiach tekstu głosi, iż ponad zjednoczeniem cielesnym istnieje jedność duszy i serca, która spełni się w wieczności.
Problemowi małżeństwa w perspektywie życia wiecznego wiele miejsca poświęcił św. Augustyn. W jego ujęciu miłość męża i żony jest szczególną formą przyjaźni (vis amicitae), która realizuje się przede wszystkim na poziomie umysłów i serc (connexio cordium). Relacja ta zakłada jedność, ponieważ "im bardziej przyjaciele są czymś jednym, tym bardziej są przyjaciółmi", zaś "kto kocha, ten pragnie stać się jednym z rzeczą kochaną". W życiu małżeńskim takie dążenie do jedności realizuje się również poprzez współżycie cielesne. Ustanie ono w chwili zmartwychwstania, kiedy ludzie odrodzą się na podobieństwo aniołów. Samo ono jednak nie stanowi bez reszty o zjednoczeniu osób, dlatego biskup Hippony wychwalał czystość małżeńską rodzącą większą miłość i bliskość między małżonkami, pisząc, iż jest to "zjednoczenie osób, które kochają Boga z całego serca, kochają swoje dusze i umysł i kochają się tak jak siebie same i są zjednoczone przez całą wieczność ze sobą i z Chrystusem". Św. Augustyn nie tylko nauczał o wiecznym trwaniu więzi serc małżonków, ale był wręcz przekonany, że jedynie w niebie osiągnie ona doskonałość. W doczesności "istnieje pokój między ludźmi, którzy się kochają, jednakże nie jest to pokój zupełny, bo nie możemy widzieć wzajemnie myśli naszych serc", a "dopiero w niebie nie pozostanie nic ukrytego".

#### W zachodniej teologii nowożytnej
W teologii zachodniej małżeństwo pojmowane jest jako związane jedynie z życiem doczesnym. W zmartwychwstaniu traci ono rację bytu, skoro w obliczu osiągniętej wieczności ustanie potrzeba prokreacji oraz czynienia sobie przez człowieka ziemi poddaną. Jezus ujawnia, iż samo znaczenie płci ulegnie w przyszłości chwalebnej przemianie na podobieństwo aniołów, ale człowiek w dalszym ciągu zachowa swoją męskość czy kobiecość. Ciało ludzkie objawi się wówczas jako duchowe, wobec czego relacje zbawionych kobiet i mężczyzn nie będą miały więcej charakteru seksualnego.
Jednocześnie już od czasów patrystycznych Kościół katolicki nauczał, iż wewnątrz samego doświadczenia życia małżeńskiego między mężem i żoną realizuje się wieczna wspólnota miłości, która przez św. Augustyna nazwana została "zjednoczeniem ze sobą nawzajem i z Chrystusem", zaś przez Sobór watykański II uściślona jako "komunia osób" (communio personarum). Termin "komunia" oznacza coś więcej niż pokrewne "wspólnota" czy "związek", wskazuje na coś przekraczającego więź zewnętrzną, a zakorzeniającego się w samej osobie. Komunia osób jest najwyższą wartością istnienia relacji rodzinnych. Jest tak ponieważ "sama potrzeba oddania się osobie jest głębsza od popędu seksualnego i związana przede wszystkim z duchową naturą osoby". "Miłość małżeńska jest ukierunkowana na wieczność".
Perykopa mówiąca, iż "w zmartwychwstaniu nie będą się ani żenić, ani za mąż wychodzić" nie powinna być odczytywana jako utrata czegokolwiek z rzeczywistości małżeństwa i rodziny, ale jako obietnica doskonalszej miłości. Połączona z dalszym ciągiem – "ale będą jak aniołowie Boży w niebie" – wskazuje na rzeczywistość, w której ustanie starotestamentowe prawo bycia jednym ciałem [Rdz 2, 24], ale pojawi się dużo głębsza i doskonalsza jedność duchowa. Pisał o tym św. Franciszek Salezy, pouczając małżonków, iż "złączenie nie ma się rozumieć tylko według ciała, lecz głównie wobec serca, przywiązania i miłości", gdyż "pierwszym skutkiem tej miłości jest nierozłączne złączenie serc", gdzie "prędzej dusza ma się oddzielić od ciała niż mąż od żony lub żona od męża". Dalsze medytacje mówią o miłości, która "trwając w Bogu, nigdy nie przeminie", zaś "dobrą jest rzeczą kochać się wzajemnie na ziemi na podobieństwo tego, jak się kochają w Niebiosach, i nauczyć się tak obcować na ziemi, jak obcują w Niebie". Dla św. Franciszka Salezego, miłość małżeńska cechująca się zjednoczeniem duchowym, "coraz bardziej się oczyszcza i udoskonala, i tak uduchowiona, jest istnym obrazem przyjaźni błogosławionej, która jest w Niebiesiech". Francuski mistyk pouczał, iż osoby powołane do małżeństwa, chcące już w doczesności dążyć do miłości świętej na podobieństwo aniołów, nie muszą wyrzekać się kontaktu cielesnego, bowiem "czułość w miłości" i "pieszczoty" w równym stopniu stanowią zadatek i wyraz wiecznej duchowej więzi, o ile spełniane są z pragnienia dobra współmałżonka, a nie z upodobań zmysłowych.
Jedno z objawień słów Chrystusa danych bł. Annie Katarzynie Emmerich mówi o tym:

Dwojaka jest łączność w małżeństwie. Najpierw łączność ciała i krwi, którą rozrywa śmierć, i tacy małżonkowie nie odnajdą się na drugim świecie. Lecz powinien istnieć między małżonkami także węzeł duchowy, bo ten łączy ich nierozerwalnie i w tym i w przyszłym życiu. Niech więc o to się nie trwożą, czy odnajdą się tam z osobna, czy razem. Jeśli to było małżeństwo ducha, to odnajdą się potem w jednym ciele.

Kościół katolicki zdecydowanie odcina się jednak od wszelkich przejawów niechęci względem ludzkiego ciała. Chociaż czystość małżeńska była od zawsze wychwalana jako źródło doskonalszej miłości, to równocześnie wielką wartość przyznawano współżyciu płciowemu małżonków. Jan Paweł II nauczał, iż co prawda w życiu wiecznym bytowanie człowieka objawi się jako dziewicze, jednak właściwie uporządkowany kontakt cielesny męża i żony stanowi w doczesności "znak i rękojmię komunii duchowej" (KKK 2360), która ma się spełnić w zmartwychwstaniu.
Podatny grunt dla zbudowania komunii osób powinien stanowić etap życia małżonków, w którym wygasa popęd seksualny, ale trwa wierność i miłość. Rola ta przynależy także wyższym etapom rozwoju osobowej miłości, bowiem miłość przemieniona w agape w Nowym Testamencie naznaczona zostaje pragnieniem i obietnicą dwóch definitywności: pokochania konkretnej osoby w jej osobowej całości oraz pokochania na wieczność.
Ponadto zachodnia egzegeza Nowego Testamentu z zacytowaną rozmową Jezusa z saduceuszami zestawia Jego słowa o przyszłej jedności wszystkich zbawionych [J 17, 20-26]. Duchowe zespolenie małżonków odnajdzie w tej rzeczywistości swoje ostateczne spełnienie.

### Znaczenie pojęcia "komunii osób"
Jan Paweł II pisał, że "oblubieńczy sens ciała w zmartwychwstaniu do życia przyszłego będzie w sposób doskonały odpowiadał zarówno temu, że człowiek jako mężczyzna i niewiasta jest osobą na obraz i podobieństwo Boga, jak też i temu, że ów obraz spełnia się w komunii osób. Będzie zatem ów oblubieńczy sens bycia ciałem realizował się jako sens doskonale osobowy i komunijny zarazem". Tym samym do namysłu nad eschatologiczną perspektywą miłości małżeńskiej wprowadzony został termin Soboru watykańskiego II, communio personarum. Pod pojęciem communio personarum kryje się "afirmacja drugiej osoby, dar, miłość oblubieńcza i zjednoczenie w miłości".

### Egzegeza wschodnia Łk 20, 34-36

#### W myśli wschodnich Ojców Kościoła

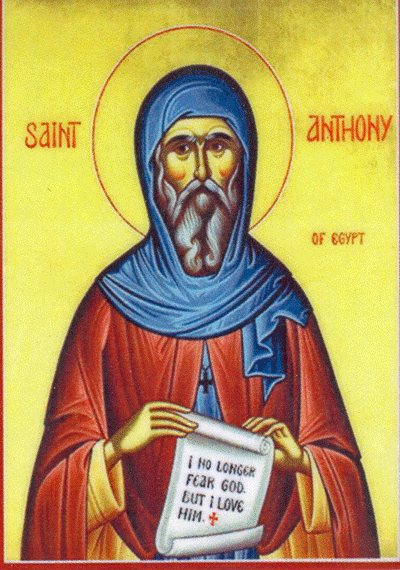
św. Antoni Wielki
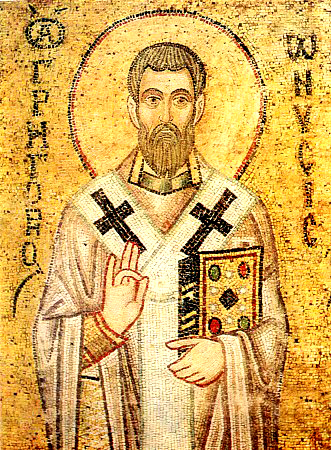
św. Grzegorz z Nyssy
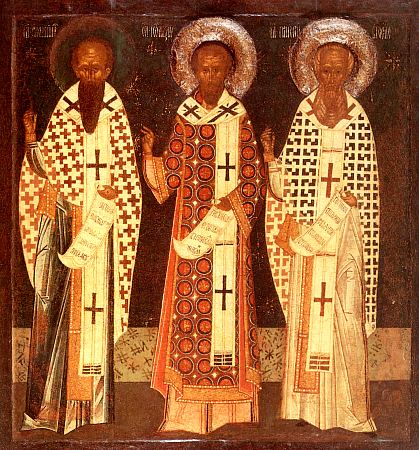
św. Bazyli Wielki, św. Jan Chryzostom i św. Grzegorz z Nazjanzu

Jeden z pierwszych głosicieli świętości małżeństwa chrześcijańskiego, św. Klemens Aleksandryjski, komentując ewangeliczną perykopę o zmartwychwstaniu ciał, stwierdził iż kiedy Jezus mówi: "nie będą się żenić, ani za mąż wychodzić", to "wcale nie odrzuca małżeństwa, lecz oczyszcza umysły małżonków z oczekiwania na trwanie cielesnych pragnień w chwili zmartwychwstania”. Klemens Aleksandryjski był nie tylko apologetą godności macierzyństwa, ale również zachęcał do tego, aby ów przyszły stan człowieka, wolny od pożądliwości, małżonkowie starali się osiągać już w doczesności. Łączyła się z tym idea czystości małżeńskiej, która rodzi doskonalszą i ściślejszą jedność między dwojgiem, opartą na agape oraz wspólnej służbie Bogu. Podobnie Św. Grzegorz z Nyssy, według którego osobowe więzi między małżonkami są wieczne, Jezus natomiast wskazuje na ustanie w zmartwychwstaniu "cielesnego życia płci". Atenagoras z Aten pisał, iż w zmartwychwstałym ciele duchowym nie ma "naturalnej skłonności do stosunków seksualnych".
Antoni Wielki, zapytany o to, czy przyjaciele i rodzina odnajdą się w królestwie Bożym, nauczał: „Wiedzieć ci trzeba, że i w przyszłym wieku podzielisz swoją cząstkę z tymi, z którymi w tym życiu dzielisz radość i smutek”.
Św. Jan Chryzostom rozmyślając nad małżeństwami chrześcijan, ideą celibatu oraz przyszłą dziewiczością człowieka w kontekście konstytutywnego dla każdej osoby dążenia do miłości, stwierdził, że współżycie cielesne kobiety i mężczyzny jest drogą do osiągnięcia i doskonalenia duchowej miłości, która w pełni urzeczywistni się w zmartwychwstaniu. W jednej ze swoich homilii (Homiliae in Epistulam ad Ephesios) proponował mężom skierowanie takich słów do swoich żon: "Albowiem życie obecne jest niczym, a moim najgorętszym pragnieniem jest przeżyć je z tobą w taki sposób, abyśmy mieli pewność, że nie będziemy rozdzieleni i w tym życiu, które jest dla nas przygotowane" (KKK 2365). Ci, którzy wybierają życie w celibacie, otrzymują osobny dar od Boga, który zaszczepia w nich duchową miłość bez potrzeby jej rozwoju poprzez współżycie małżeńskie, lecz przez umiejętność kontemplacji. Jednocześnie Jan Chryzostom zachęcał do wyboru czystości także małżonków, co miałoby owocować coraz większą pełnią wiecznej komunii duchowej między nimi.

#### We wschodniej teologii nowożytnej
W tradycji wschodniej małżeństwo zawierane jest na wieczność, ponieważ jego istotą jest nie współżycie płciowe i zrodzenie potomstwa, ale rodząca się na tym gruncie miłość duchowa. "Małżeństwo mistyczne przez swój sens jest wieczne i nierozerwalne. Jest to bezwzględna prawda".
Właściwym tematem zacytowanej perykopy jest sprawa zmartwychwstania. Stronnictwo saduceuszy nie wierzyło w jednostkowe trwanie życia po śmierci. Namiastki zmartwychwstania upatrywali w potomstwie, było ono przedłużeniem życia rodu. Małżeństwo pojmowane jako prokreacja stanowiło czytelny nakaz dany człowiekowi przez Boga.

Będę ci błogosławił obficie i rozmnożę tak licznie potomstwo twoje jako gwiazdy na niebie i jak piasek na brzegu morza, a potomkowie twoi zdobędą grody nieprzyjaciół swoich. I w potomstwie twoim błogosławione będą wszystkie narody ziemi, za to, że usłuchałeś głosu mego [1 Mojż 22, 17-18].

Brak potomstwa czy też bezpłodność uznawana była za przekleństwo. Saduceusze w rozmowie rozumieli prawdę o zmartwychwstaniu jako kontynuację życia doczesnego, w którym wciąż istniałaby potrzeba przedłużania swojego rodu poprzez spłodzone potomstwo. Tymczasem w życiu wiecznym bycie kobietą i mężczyzną przestanie mieć charakter seksualny.
Odpowiedź Jezusa uświadamia, iż w zmartwychwstaniu ustanie potrzeba uwieczniania swojego życia poprzez małżeństwo i prokreację, gdyż każdy otrzyma życie wieczne. Posiadanie żony przestanie mieć w obliczu tej rzeczywistości jakiekolwiek znaczenie, ale nie oznacza to, iż zaniknie cokolwiek z doświadczenia prawdy i miłości dostępnej w życiu małżeńskim. W królestwie Bożym miłość ta osiągnie swoje ostateczne spełnienie. Słowa Jezusa wskazują, iż zmartwychwstanie nie przekreśla, ale przemienia formę przekazywania ludzkiej miłości tak, aby w niej utwierdzić życie wieczne. Wiara chrześcijańska, wraz z konstytutywnym dla niej przykazaniem miłości Boga i bliźniego wskazuje, iż w Chrystusie w zmartwychwstaniu uwiecznione zostaną wszystkie więzi spośród "istniejących już w tym wieku relacji miłości między ludźmi", bowiem "wszystko co godne uwiecznienia objawi się tam w całej swojej sile", nadto – ludzkość oczekuje eschatologicznego "powszechnego małżeństwa wiernych" w Ciele Chrystusa.
Jednocześnie odpowiedź Jezusa pozwala na wydobycie pewnych treści na temat współżycia małżeńskiego. "Płeć stwarza zdegradowany czas i śmierć. Miłość winna pokonać czas i śmierć, zwrócić się ku wiecznemu życiu", zaś "w eschatologii coś się zmieni w życiu płci", "miłość może przemienić starą płeć". Kościół prawosławny jest, podobnie jak katolicyzm, daleki od wszelkich objawów niechęci względem ciała. Kobiety i mężczyźni "będą jak aniołowie Boży w niebie", ponieważ życie wieczne wyzwala od czasu i przestrzeni. Ciało ludzkie, a jednocześnie sposób przekazywania miłości objawi się zupełnie inaczej niż w doczesności, przez to pełniej i doskonalej. "Śmierć cielesna jest konieczna dla zrealizowania pełni życia; ta pełnia zakłada zmartwychwstanie w ciele doskonałym", gdyż po ziemsku pojmowane "różnice płciowe oznaczają rozdwojenie". Wyzwolenie nie przekreśla żadnej formy ludzkiej miłości, ponieważ, pomimo przemijającej postaci ziemskiego małżeństwa, sama jego zasadnicza treść "ma swoją podstawę w wieczności".

## Agrafa EwT 22
W pismach wczesnochrześcijańskich pojawia się czasem agrafa znana z apokryfów: Ewangelii Tomasza oraz Ewangelii Egipcjan. Mimo iż fragment ten nie trafił do tekstu kanoniczego, komentarze do niego pisali min. Klemens Aleksandryjski, Orygenes czy Papiasz. Jego znaczenie tłumaczy również najstarsza homilia chrześcijańska, przez długi czas przypisywana Klemensowi Rzymskiemu.

Pan zapytany przez kogoś, kiedy przyjdzie Jego Królestwo, powiedział: Gdy to, co teraz stanowi dwoje, stanie się jednym: zewnętrzne jak wewnętrzne, męskie z żeńskim, że nie będzie ani męskiego, ani żeńskiego.

Agrafa wskazuje na trzy oblicza stanu zmartwychwstałego człowieka: przede wszystkim jedność mężczyzn i kobiet, następnie – przeniknięcie ciała ("zewnętrzne") siłami ducha ("wewnętrzne"), wreszcie – ustanie męskości i kobiecości kojarzących się ze znaczeniem seksualnym i prokreacyjnym. Wspomniana homilia z II wieku tak komentuje zacytowane słowa:

Dwa są jednym, kiedy mówimy sobie wzajemnie prawdę i w dwóch ciałach jest bez żadnej obłudy jedna dusza. A to, co zewnątrz, jak to, co wewnątrz, znaczy: dusza jest tym, co wewnątrz, ciało tym, co zewnątrz. Jak więc twoje ciało jest widzialne, podobnie i dusza twoja niech się ujawnia w dobrych uczynkach. Męskie zaś z żeńskim, ani męskie, ani żeńskie, znaczy to: kiedy brat widząc siostrę nie myśli o niej jako o kobiecie, ani ona o nim jako o mężczyźnie.

Zasadniczą treścią komentarza nie jest zaprzeczenie rozróżnienia na kobiety i mężczyzn w stanie zmartwychwstania, ale zwrócenie uwagi na ustanie sensu prokreacyjnego tego, co kobiece i tego, co męskie, przy jednoczesnej doskonałej komunii i miłości obojga opisanej jako jedna dusza. Agrafa mówi o oczyszczeniu płci z pożądliwości oraz powrocie do stanu pierwotnej nieskazitelności. Ogłoszona jedność co do ducha oznacza pełnię miłości, do której w życiu ziemskim przygotowuje małżeństwo. Relacja porównana do braterskiej i siostrzanej stanowi w zacytowanym fragmencie obraz pełni zjednoczenia między kobietą i mężczyzną, których miłość przestanie być naznaczona piętnem wzajemnych pragnień cielesnych.

## W Listach św. Pawła
Tak powinni mężowie miłować żony swoje, jako swoje własne ciała; kto miłuje żonę swoję, samego siebie miłuje. Albowiem żaden nigdy ciała swego nie miał w nienawiści, ale je żywi i ogrzewa, jako i Pan kościół. Gdyżeśmy członkami ciała jego, z ciała jego i z kości jego. Dlatego opuści człowiek ojca swego i matkę, i przyłączy się do żony swojej, i będą dwoje jednem ciałem. Tajemnica to wielka jest; lecz ja mówię o Chrystusie i o kościele.

### Egzegeza zachodnia Ef 5, 32
Według egzegezy św. Tomasza z Akwinu małżeństwo chrześcijańskie stanowi znak Bożej miłości obecnej w życiu małżonków, skąd mogą oni czerpać mnogość łask, jak i realny wyraz zjednoczenia Chrystusa z Kościołem będący owocem odkupienia całej natury ludzkiej. Sama natura sakramentu podprowadza do refleksji, iż małżeństwo jako "tajemnica wielka" posiada zarówno aspekt doczesny, jak i wieczny.

### Egzegeza wschodnia Ef 5, 32
W Kościele prawosławnym porównanie małżeństwa do związku Chrystusa z Kościołem jest jednym z głównych tekstów świadczących o wiecznym charakterze i niepowtarzalności każdego związku małżeńskiego zawartego pomiędzy ludźmi w doczesności; stanowi ono także podstawę dla całej teologii małżeństwa prawosławnego w ogóle. Status „tajemnicy wielkiej” jest wskazaniem na aspekt eschatologiczny sakramentalnego przymierza kobiety i mężczyzny. „Tajemnica” ta nosi w sobie niewyczerpaną treść, którą chrześcijanie będą cieszyli się wiecznie w Królestwie Niebieskim. W chrześcijańskiej codzienności znamionuje ją nierozerwalność i poświęcenie, zaś na poziomie ponad-doczesnym – wiara w wieczyste trwanie oraz wejście w relację głęboko osobową. W tym sensie związek małżeński nie jest przeciwstawny stanowi zakonnemu, lecz stanowi inne oblicze tej samej duchowości oraz inną drogę dojścia do tego samego celu.

## W eklezjologii. Gody Baranka (Ap 19, 7)
Weselmy się i radujmy się, a dajmy mu chwałę; bo przyszło wesele Barankowe, a małżonka jego nagotowała się.
Por.:
- A ja Jan widziałem ono święte miasto, Jeruzalem nowe, zstępujące z nieba od Boga zgotowane, jako oblubienicę ubraną mężowi swemu. I słyszałem głos wielki z nieba mówiący: Oto przybytek Boży z ludźmi, i będzie mieszkał z nimi; a oni będą ludem jego, a sam Bóg będzie z nimi, będąc Bogiem ich. [Ap 21, 2-3]
- I wszystko poddał pod nogi jego, a onego dał za głowę nad wszystkim kościołowi, który jest ciałem jego i pełnością tego, który wszystko we wszystkich napełnia. [Ef 1, 23]

### Dziewictwo a małżeństwo w perspektywie przyszłej "komunii osób"
Zarówno chrześcijański Wschód jak i Zachód wychwalają dziewictwo jako owoc szczególnej łaski oraz bezpośrednią antycypację przyszłego stanu człowieka, gdy ludzie "nie będą się żenić, ani za mąż wychodzić", a "Chrystus będzie wszystkim we wszystkich". W odniesieniu do eschatologicznego celu życia ludzkiego małżeństwo i celibat nie są jednak drogami przeciwstawnymi, lecz inaczej się realizującymi w historii; obie dążą natomiast do jednego celu Królestwa Bożego, "w którym zatriumfuje sens" nie znający "rozdarcia i rozstań, rozpadu i umierania ludzkich uczuć i myśli", a wręcz przeciwnie – "każdy człowiek zachowa to, co stanowi jego bogactwo i skarby jego życia, jego miłość, i będzie to zwielokrotnione". Między życiem mniszym, a małżeństwem "istnieje różnica, ale nie sprzeczność", bowiem w życiu doczesnym "istnieją dwa obrazy i dwie drogi miłości", a eschatologiczny "sposób zjednoczenia obu tych dróg pozostaje dla nas tajemnicą".
Dziewictwo nie oddziela się od małżeństwa, ale uwydatnia to, co w małżeństwie jest najbardziej osobowe. Daje także nową perspektywę do zbudowania komunii osób. Historia Kościoła zna wiele par świętych mnichów i mniszek (np. św. Jan Chryzostom i św. Olimpia, czy św. Franciszek Salezy i św. Joanna de Chantal), którzy budowali wzajemne więzi miłości i duchowego zjednoczenia. Generał zakonu dominikanów bł. Jordan z Saksonii tak pisał do założycielki żeńskiego zakonu dominikanów, Diany z Andaló:

Ponieważ tak często, jakbym chciał i jakbyś ty tego chciała, nie mogę cię widzieć, aby zaznać przy tobie pociechy, dlatego szukam ukojenia mych pragnień, składając ci te listowne wizyty (...). Szczęśliwie, na dnie naszych serc płonie Boży zapał. To właśnie tam, w porywach miłości nieustannie wymieniamy ze sobą słowa, których żaden język nie zdoła i żaden list przekazać.

Prawosławie silniej niż katolicyzm głosi pogląd, iż małżeństwo stanowi o przyszłym wieku w tej samej mierze (lecz w inny sposób) co życie w celibacie, bowiem obie formy życia w różny sposób dążą do wyjścia poza okaleczoną męskość i kobiecość, przezwyciężenia płci w imię miłości. Jak stwierdził Nikołaj Bierdiajew, "płeć stwarza zdegradowany czas i śmierć. Miłość winna pokonać czas i śmierć, zwrócić się ku wiecznemu życiu". Życie w zmartwychwstaniu będzie zatem stanem dziewiczości co do ciała i ducha (który to stan antycypuje ziemski celibat), ale także "doskonale osobowej i komunijnej zarazem" więzi między kobietą i mężczyzną. "Głęboka wspólnota życia i miłości" właściwa rodzinie, której początek daje ziemskie małżeństwo, znajdzie swoje ostateczne spełnienie w wieczności, przemija zaś, bądź przechodzi gruntowną przemianę, życie płciowe w imię wyższej, duchowej miłości.

### Kościół jako wspólnota małżeńska między wiernymi
Teologia prawosławna wyznaje wiarę, iż w przyszłym wieku Kościół odrodzi się jako małżeńska jedność wszystkich wiernych. Pełnia tego zjednoczenia będzie polegała nie tylko na ostatecznym spełnieniu miłości między ludźmi, ale również na zespoleniu tej wzajemności z miłością Chrystusa; obrazuje to Pawłowa wielość członków w jednym Ciele, którego głową zostanie Chrystus.
Wszystkie dzieci Boże będą wówczas połączone i razem powiązane przez wzajemną miłość, która nie zna przerwy ani dystansu, przez co urzeczywistni się prawdziwa doskonałość życia w Bogu, a więc życia ściśle komunijnego między osobami, w którym "Chrystus będzie wszystkim we wszystkich" (Ef 1, 23), bowiem jedynie w duchowym małżeństwie ludu Bożego może zamieszkać Syn Boży. "Komunia oznacza, że bariera mojego ja, pozornie nie do przełamania, zostaje przełamana i że może być przełamana, ponieważ Jezus jako pierwszy zechciał się cały otworzyć, przygarnął nas do siebie, i cały się nam ofiarował. Komunia oznacza zatem stopienie się istnień (...); wszyscy upodabniają się do tego chleba i stają się w ten sposób jedno, czyli jednym ciałem. W ten sposób Eucharystia buduje Kościół, obalając mury subiektywizmu i gromadząc nas w głębokiej egzystencjalnej komunii". Zadatkiem tej przyszłej prawdy jest w Kościele wschodnim rytuał liturgiczny polegający na wzajemnym pozdrowieniu oraz wymianie pocałunków przy słowach pieśni: "Kościół stał się jednym ciałem i nasz pocałunek jest zadatkiem tego zjednoczenia. Nieprzyjaźń została oddalona, miłość przeniknęła wszędzie". Nowy Testament jasno wskazuje bowiem na przyszłe ukonstytuowanie ludzkich więzi; ziemskim małżonkom, jak i wszystkim miłującym Boga obiecana została pełna wzajemna komunia.

### Kościół i Chrystus jako przymierze małżeńskie
Papież Benedykt XVI tak pisze o eschatologicznym pojednaniu Chrystusa z Kościołem: "Kościół jest Ciałem Chrystusa na sposób, w jaki żona wraz z mężem stają się jednym ciałem. Innymi słowy: Kościół jest Ciałem nie na podstawie jakiejś niezróżnicowanej tożsamości, ale na mocy pneumatyczno-realnego, a więc duchowo-materialnego aktu, który jednoczy oblubieńców. Mówiąc jeszcze inaczej: Chrystus i Kościół są ciałem w tym sensie, w jakim są nim mąż i żona, którzy chociaż tworzą nierozerwalną jedność fizyczno-duchową to jednak pozostają sobą".